# Banihal
Banihal (en cachemir: বনিহাল ) es una localidad de la India en el distrito de Doda, estado de Jammu y Cachemira.

## Geografía
Se encuentra a una altitud de 1808 m s. n. m. a 98 km de la capital estatal, Srinagar, en la zona horaria UTC +5:30.

## Demografía
Según estimación 2010 contaba con una población de 2 936 habitantes.